# Juan Tornicio
Juan Tornicio, o Tornicio Eristavi (en georgiano: თორნიკე ერისთავი) fue un general y monje georgiano retirado que llegó a ser más conocido como el fundador del antiguo monasterio ortodoxo georgiano Iviron en el Monte Athos en el noreste de Grecia actual. Ex general del rey georgiano David III de Tao y del emperador bizantino Basilio II Bulgaróctono.